# Ning’er

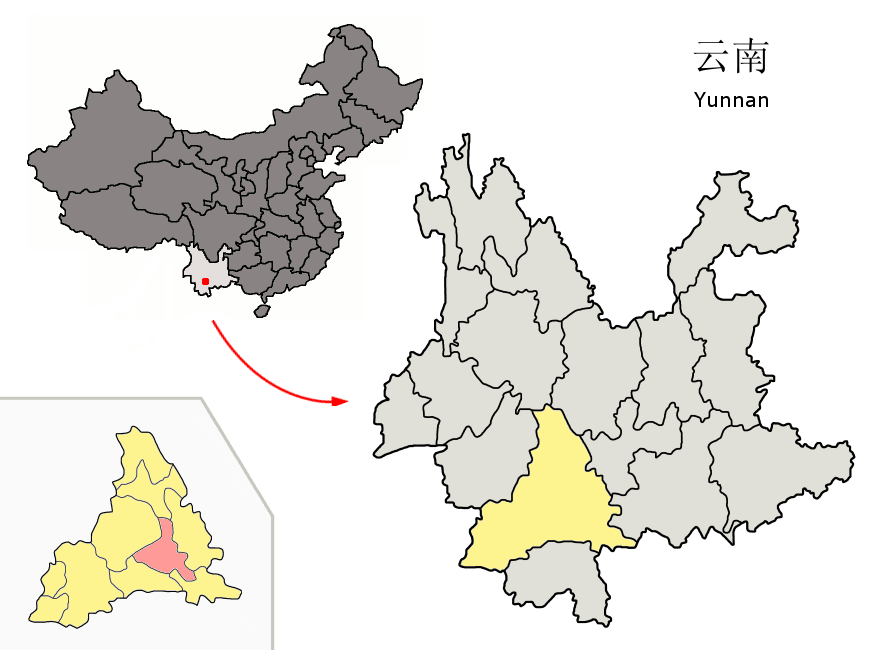
Lage des Kreises Ning’er (rosa) in der bezirksfreien Stadt Pu’er (gelb)

Der Autonome Kreis Ning’er der Hani und Yi (宁洱哈尼族彝族自治县,  Níng'ěr Hānízú Yízú zìzhìxiàn), kurz: Kreis Ning’er (宁洱县), ist ein autonomer Kreis der Hani und Yi, der zum Verwaltungsgebiet der bezirksfreien Stadt Pu’er in der chinesischen Provinz Yunnan gehört. Die Fläche beträgt 3.673 Quadratkilometer und die Einwohnerzahl 162.711 (Stand: Zensus 2020). Sein Hauptort ist die Großgemeinde Ning’er (宁洱镇).

## Administrative Gliederung
Auf Gemeindeebene setzt sich der autonome Kreis aus zwei Großgemeinden und sieben Gemeinden zusammen. Diese sind:
- Großgemeinde Ning’er (宁洱镇)
- Großgemeinde Mohei (磨黑镇)

- Gemeinde Dehua (德化乡)
- Gemeinde Tongxin (同心乡)
- Gemeinde Mengxian (勐先乡)
- Gemeinde Puyi (普义乡)
- Gemeinde Liming (黎明乡)
- Gemeinde De’an (德安乡)
- Gemeinde Meizi (梅子乡)